# メモリスト
『メモリスト』（朝: 메모리스트）は2020年3月11日から2020年4月30日までtvNで放送されていた大韓民国のテレビドラマである。日本では、Mnetにて放送された。

## あらすじ
国家公認超能力刑事トンベク（ユ・スンホ）と超エリートプロファイラーハン・ソンミ（イ・セヨン）が、ミステリアスな“絶対悪”連鎖殺人犯を追跡する第六感満足捜査劇。

## 出演

### 主要人物
トン・ベク：ユ・スンホ
超能力を持っている刑事。
ハン・ソンミ：イ・セヨン
天才プロファイラー。
イ・シンウン：チョ・ソンハ
次長。

### 西部警察署の特殊刑事サポート
- ク・ギョンタン：コ・チャンソク[5]
- オ・セフン：ユン・ジオン

### 社会部記者
- カン・ジウン：ヒョソン[6]

### 特別捜査本部
- チャン・ミジャ：キム・ユンヒ
- ハン・ポングク：チャン・ハジュン
- イ・スルビ：イム・セジュ

### ソウル庁広域捜査隊
- ピョン・ヨンス：ソン・グァンオプ
- ミン・ソンハン：オ・チウン
- チャン・ギテ：パク・ウンス
- イム・チルギュ：キム・ソギョン
- クォン・ウンジャン：ムン・ジョンギ

## 視聴率
| 2020年     | 2020年     | 2020年    | 2020年    | 2020年 |
| 回数       | 放送日     | AGB視聴率 | AGB視聴率 |        |
| 回数       | 放送日     | 大韓民国  | ソウル    |        |
| ---------- | ---------- | --------- | --------- | ------ |
| 第1回      | 3月11日    | 3.272%    | 3.811％   |        |
| 第2回      | 3月12日    | 2.762%    | 3.098%    |        |
| 第3回      | 3月18日    | 3.434%    | 4.052％   |        |
| 第4回      | 3月19日    | 3.175%    | 3.624%    |        |
| 第5回      | 3月25日    | 3.198%    | 3.491%    |        |
| 第6回      | 3月26日    | 3.287%    | 3.489%    |        |
| 第7回      | 4月1日     | 2.851%    | 2.847%    |        |
| 第8回      | 4月2日     | 2.693%    | 2.772%    |        |
| 第9回      | 4月8日     | 2.259%    | 2.267%    |        |
| 第10回     | 4月9日     | 2.894%    | 3.408％   |        |
| 第11回     | 4月15日    | 2.384%    | 2.393%    |        |
| 第12回     | 4月16日    | 2.809％   | 3.291%    |        |
| 第13回     | 4月22日    | 2.199%    | 2.273%    |        |
| 第14回     | 4月23日    | 2.701％   | 2.403％   |        |
| 第15回     | 4月29日    | 2.160%    | 2.195%    |        |
| 第16回     | 4月30日    | 3.293%    | 3.408％   |        |
| 平均視聴率 | 平均視聴率 | 2.836%    | 3.051％   |        |